# Erling Krogh
Erling Krogh (Oslo 12 september 1888 – aldaar, 28 oktober 1968) was een Noors operazanger. Zijn zangstem bevond zich in het register tenor.
Zijn opleiding wees in eerste instantie niet naar een baan als zanger. Hij kreeg opleidingen aan de Kathedraalschool (middelbare school) in Oslo (tot 1905). Vervolgens zat hij van 1905 tot 1909 op de Koninklijke School voor de kunsten en handarbeid (Konglige Kunst- og Haandverskole). Hij verdiende inmiddels geld als goudsmid. Zijn vader was instrumentenmaker. Ongeveer gelijktijdig begon hij aan zijn muziekopleiding. Eerst bij Ellen Schutte-Jacobsen, maar vervolgstudies kwamen er in Kopenhagen bij Peter Cornelius (1915-1918). Daarna volgde Amédée Louis Hettich in Parijs (1920-1921). In 1921 studeerde Krogh bij Jean de Reszke in Nice. Veel later in 1934 volgde hij nog lessen in Italië.
Zij debuut vond plaats op 16 september 1915 met Johan Backer-Lunde achter de piano. Plaats van handeling was de concertzaal van Brødrene Hals en Hjalmar Borgstrøm, toen optredend als recensent, gaf een goede kritiek. Vanaf 1918 maakte hij deel uit van het gezelschap van de Opera Comique, het eerste serieuze Noorse operagezelschap. Gedurende het seizoen 1922/1923 maakte hij deel uit van een ander operagezelschap, maar in 1923 richtte hij een eigen groep op. Ook dat bestond trouwens maar een jaar. Hij reisde heel Scandinavië af met optredens in Helsinki, Kopenhagen, Stockholm en Oslo. Ook andere landen in Europa konden zijn stem horen via diverse tournees. Naast zijn zangcarrière verzorgde hij vanaf 1936 ook zanglessen. Van hem is een aantal lp-opnamen bekend, waarbij in allerlei genres zong, van opera tot liederen. Zijn stem is daarbij ook te horen in stomme films uit die tijd, te zien is hij als troubadour in de eveneens stomme film Madame besøker Oslo uit 1927. 
Zijn lievelingscomponist was Richard Wagner. Hij zong rollen in Wagners Lohengrin en Tannhäuser. Hij was betrokken bij de premières van twee zelden uitgevoerde werken van Geirr Tveitt (Baldurs draumar en Dragaredokko).
In 1960 ontving hij de Kongens fortjenstmedalje, een Koninklijke onderscheiding en ontving een staatstoelage. Hij was sinds 1957 erelid van het Oslo Håandverker Sangforening, een van de bekendste koren uit Noorwegen. De huidige Noorse opera verzorgde vanaf 1991 regelmatig beurzen (Erling Kroghs sangerlegat).